# ГЕС Копілі
ГЕС Копілі – гідроелектростанція на сході Індії у штаті Ассам. Знаходчись після ГЕС Khandong, становить нижній ступінь гідровузла, який використовує ресурс із річки Копілі (стікає з плато Меґхалая та впадає ліворуч до Брахмапутри). 
Через станцію верхнього ступеню вода перекидається з Копілі в долину її правої притоки Умронг-Налла, яку в 1988 році перекрили бетонною гравітаційною греблею висотою 30 метрів та довжиною 143 метри. В подальшому під час спорудження другої черги гідровузла цю споруду, котра потребувала 56 тис м3 матеріалу, підвищили на 7,5 метра. Вона утворює водосховище з площею поверхні 16 км2 та об’ємом 175 млн м3 (корисний об’єм 156 млн м3), звідки ресурс подається до дериваційного тунелю довжиною 6,6 км (в т.ч. ділянка високого тиску 1,1 км) та діаметром 4,6 метра. Тунель прямує в гірському масиві до машинного залу, розташованого біля устя Умронг-Налла, та на завершальному етапі переходить у два водоводи довжиною по 0,9 км з діаметром 2,7 метра, кожен з яких розгалужується на два діаметром по 2 метри.  
Машинний зал в 1988-му обладнали двома турбінами типу Френсіс потужністю по 50 МВт, до яких в наступному десятилітті додали ще дві такі ж. Зазначене обладнання працює при напорі  у 327 метрів.
Відпрацьована вода потрапляє в Копілі через відвідний канал довжиною 0,2 км.
Видача продукції відбувається по ЛЕП, розрахованих на роботу під напругою 220 та 132 кВ.